# Lithops pseudotruncatella
Lithops pseudotruncatella är en isörtsväxtart. Lithops pseudotruncatella ingår i släktet Lithops och familjen isörtsväxter.

## Underarter
Arten delas in i följande underarter:
- L. p. archerae
- L. p. dendritica
- L. p. groendrayensis
- L. p. pseudotruncatella
- L. p. volkii
- L. p. alpina
- L. p. elisabethae
- L. p. riehmerae

## Bildgalleri

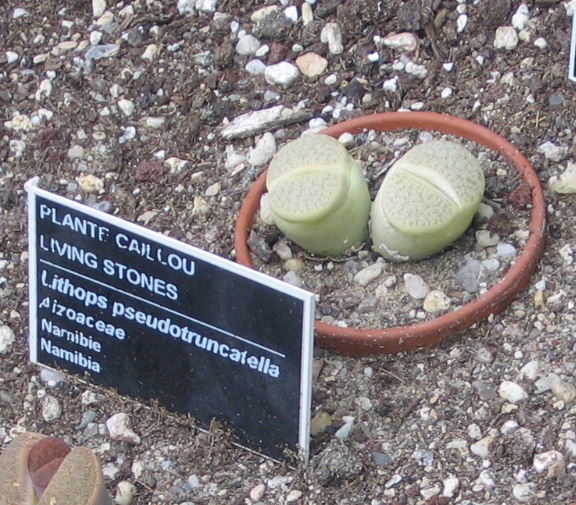
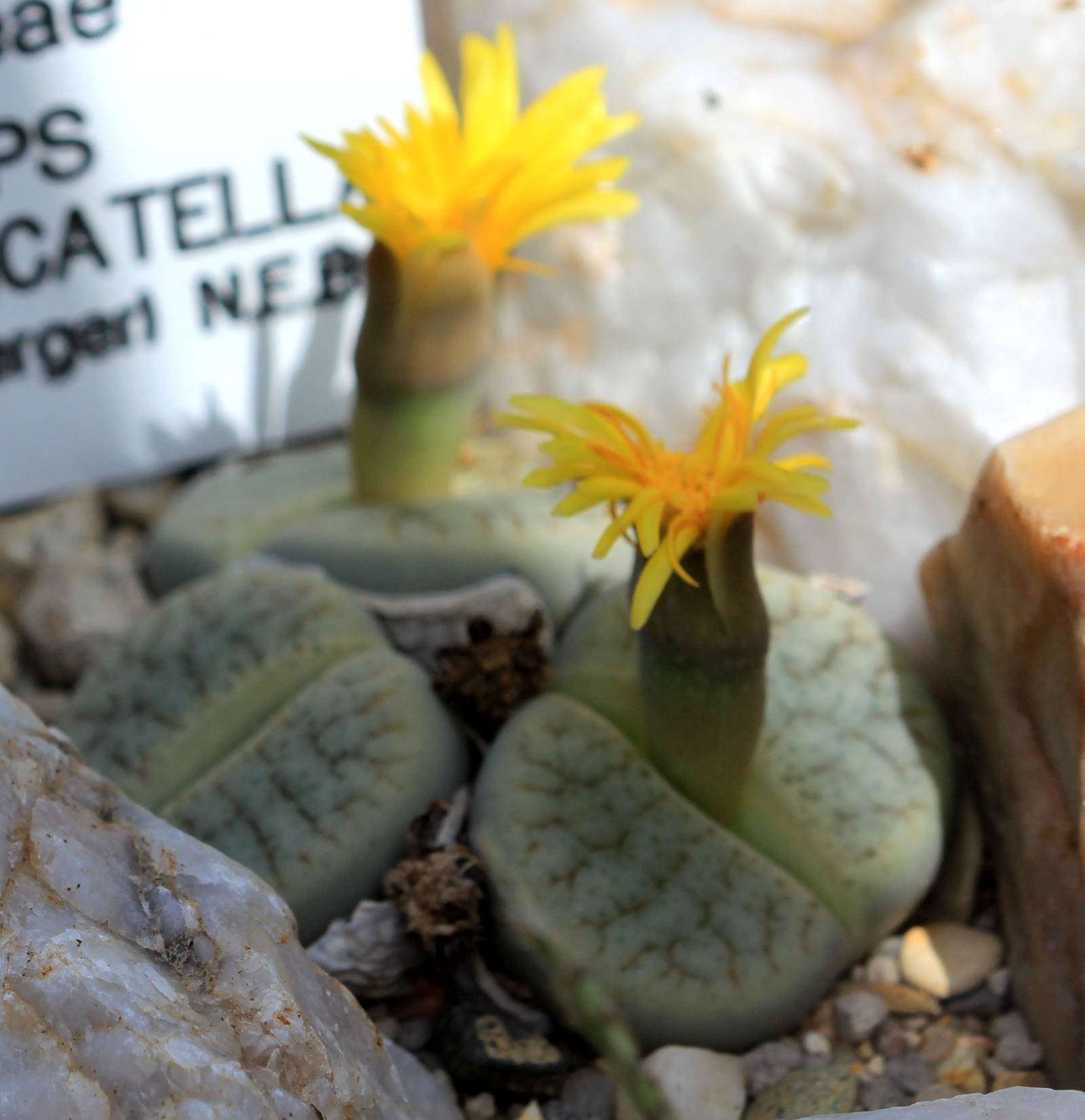
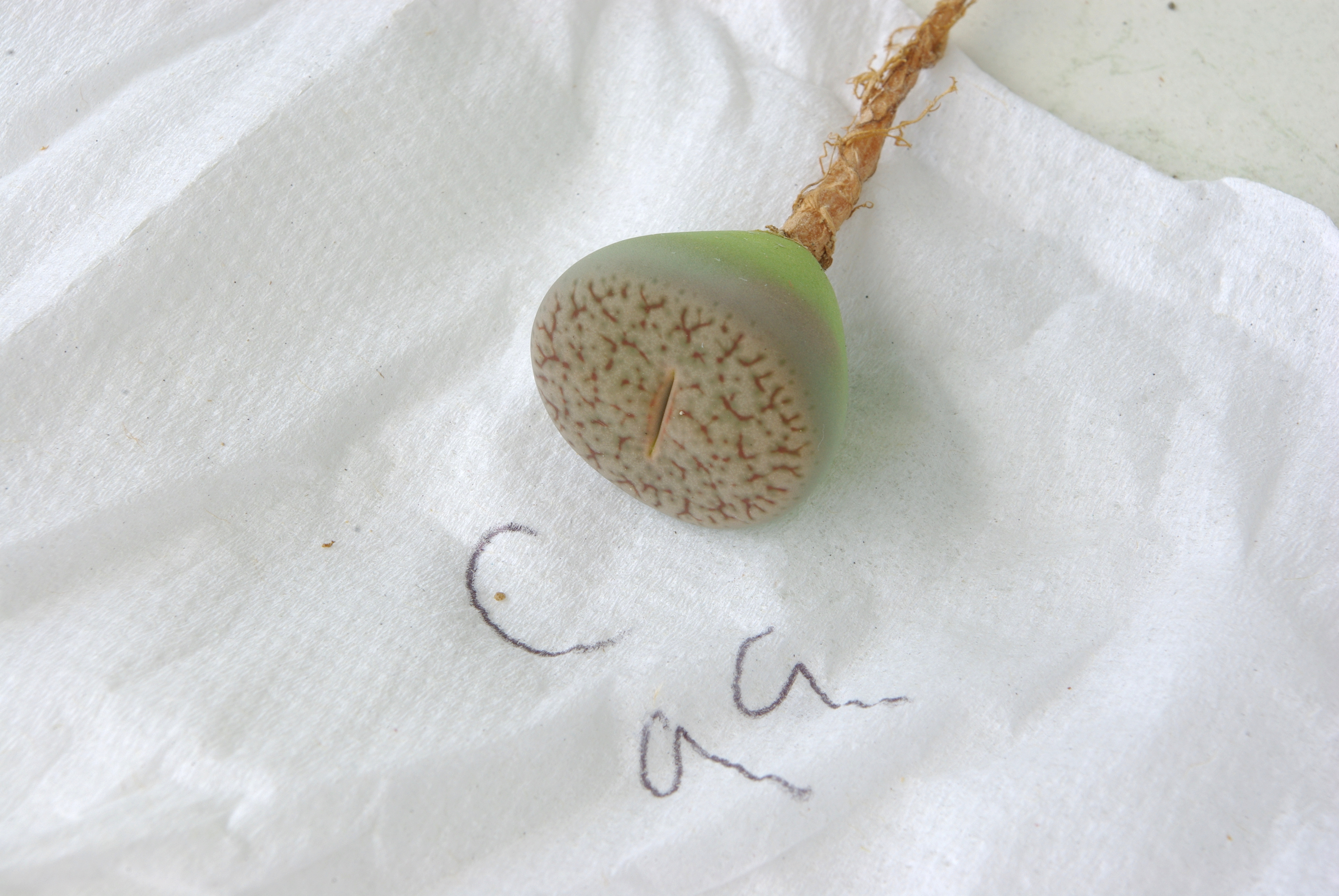
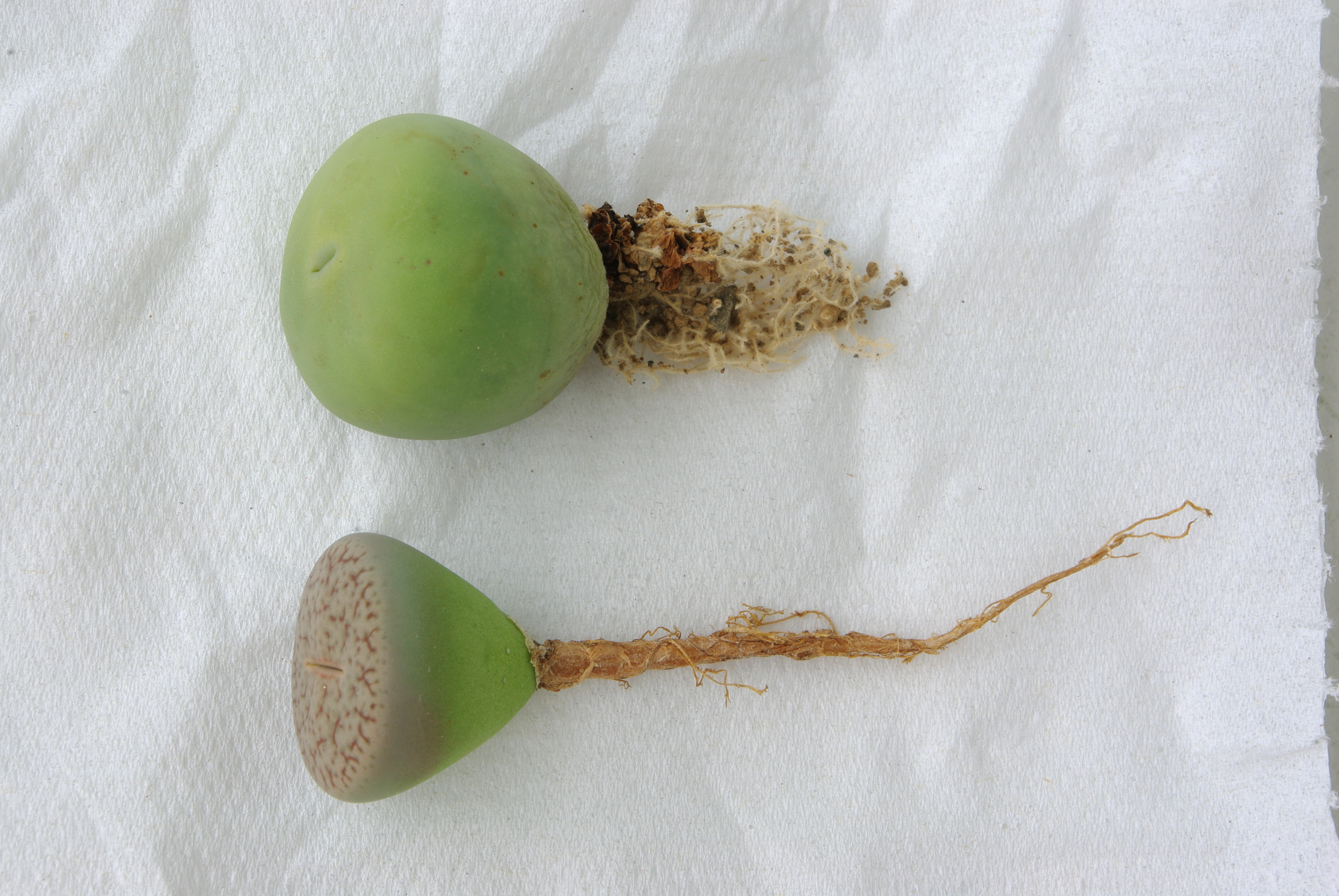
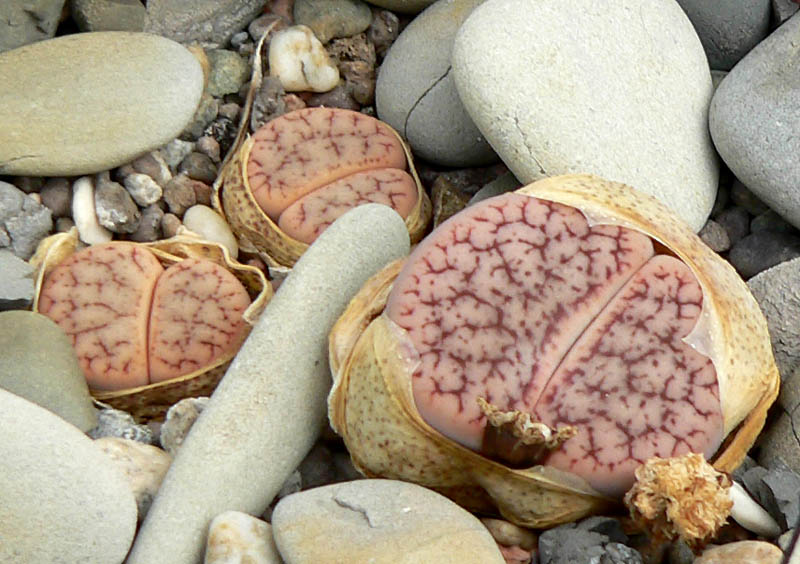
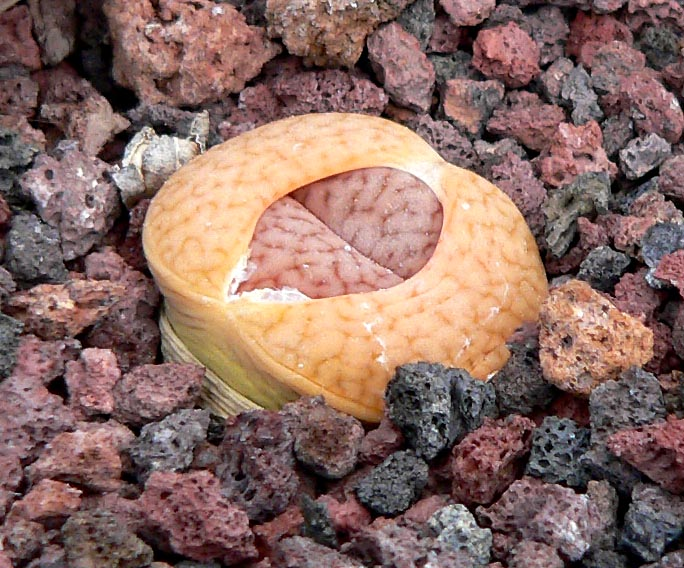